# Rădulenii Noi, Florești
Rădulenii Noi este un sat situat în partea de nord-est a Republicii Moldova, în Raionul Florești. Aparține administrativ de comuna Alexeevca. La recensământul din 2004 avea o populație de 55 locuitori: 32 moldoveni/români, 21 ucraineni și 2 ruși.